# Ann-Mari Kornerup
Emilie Anna Maria (Ann-Mari) Kornerup, född Bruzelius den 9 december 1918 i Lidingö församling i Stockholms län, död 2006, var en svensk-dansk textilkonstnär. Hon var specialiserad på broderier och tapisserier. Hennes verk finns i offentliga byggnader och kyrkor, inklusive danska parlamentet och Roskilde domkyrka. Kornerup var också aktiv som lärare vid Haandarbejdets Fremme textilgilde och Danska skolan för konst och hantverk.

## Tidigt liv
Ann-Mari Kornerup föddes 1918 som dotter till apotekaren Nils Bruzelius (1869–1952) och läraren Maria Bruzelius, född Sandberg (1877–1961). Hon växte upp tillsammans med sin tvillingsyster och sina fyra bröder, bland andra Anders Bruzelius. Sitt första textilintresse fick hon från moderns vävning. Från 1935 studerade hon på Tekniska skolan, sedan vid Textilinstitutet i Borås 1937–1939 och slutligen 1940–1944 på Högre konstindustriella skolan. Medan hon fortfarande studerade arbetade hon en tid på Elsa Gullbergs textilanläggning i Vaxholm.
1946 gifte hon sig med den danska arkitekten Ebbe Kornerup (1910–1997) och flyttade med honom till Danmark.

## Karriär
1951 öppnade Kornerup en vävverkstad i Charlottenlund där hon tillverkade tapisserier och broderade verk, ofta föreställande scener i vardagen, ibland med barn. Fram till 1961 undervisade hon parallellt komposition vid Haandarbejdets Fremme, som hade blivit ett centrum för dansk textilkonst. Hon undervisade också i broderi, sömnad och vävning vid Danska skolan för konst och hantverk åren 1960–1973. I Broderiformning (1969) beskriver hon hur hon bedrev hon experimentell undervisning under Gentofte kommun och använde nytt material för både vuxna och grundskolebarn. Under många år undervisade hon textilkonst i lärarseminarier. Hennes Broderi för barn publicerades på engelska 1971.
Hon ställde ut sitt arbete från 1950-talet i Danmark och utomlands. Studieresor fram till 1970-talet i Europa, Mellanöstern och USA vidgade hennes kunskap inom broderi och vävning. Hon hjälpte till med hanteringen av konstnärernas höstutställningar och blev en central figur i dansk textilkonst. Hennes dekorativa arbeten beställdes till banker, hotell, offentliga byggnader, skolor, kyrkor och det danska parlamentet. Hennes verk kan ses i danska designmuseet och i Cooper Hewitt-museet i New York.
Ann-Mari Kornerup dog 2006. 

## Utmärkelser
Förutom många stipendier och anslag fick Kornerup silvermedalj vid Venedigbiennalen 1946 och första priset för broderitävlingen Haandarbejdets Fremme 1963.